# 세이부 유라쿠초선
세이부 유라쿠초 선(일본어: 西武有楽町線, せいぶゆうらくちょうせん)은 세이부 철도의 철도 노선 가운데 하나이다. 일본 도쿄도 네리마구에 있는 네리마 역과 고타케무카이하라 역을 잇는다.

## 노선명
노선 이름이 가지는 의미는 세이부 철도의 유라쿠초 선이 아니다. 그 이유는, '세이부'를 포함한 '세이부 유라쿠초 선'이 정식 노선명이기 때문이다. 이러한 노선명으로 된 이유는 도쿄 지하철 유라쿠초 선과의 혼동을 방지하기 위해서이다.
회사 이름이 노선명에 들어간 다른 경우로 세이부엔 선이나 세이부 지치부 선 등을 들 수 있다.

## 역사
- 1983년 10월 1일 : 신사쿠라다이 - 고타케무카이하라 (1.2km) 구간 개통. 영단 지하철(도쿄 메트로) 유라쿠초 선과의 직결 운행 실시.(노선은 세이부 철도 소속이었으나 열차는 지하철 소속 차량만 투입됨.)
- 1994년 12월 7일 : 네리마 - 신사쿠라다이 (1.4km) 구간 (단선) 개통. (전 구간 개통. 그러나 네리마 역 일대 고가화 공사로 이케부쿠로 선과의 직결 운행은 시행되지 않음. 또한, 세이부 철도 소속 차량인 6000계가 이 노선에서 운행을 실시함.)
- 1998년 3월 26일 : 네리마 역 일대 고가화 공사 완료. 네리마 - 신사쿠라다이 구간 복선화 완료. 이케부쿠로 선과 직결 운행 실시.
- 2004년 4월 1일 : 영단 지하철이 도쿄 메트로로 상호 변경. (지하철 민영화)
- 2008년 6월 14일 : 후쿠토신 선 개통으로 직결 운행 실시.

## 운행 형태
이 노선은 도쿄 지하철 유라쿠초 선 · 후쿠토신 선과 세이부 이케부쿠로 선을 직결 운행하기 위하여 건설된 연결 노선이다.
이케부쿠로 선의 쾌속급행, 쾌속, 준급, 각역정차 열차가 운행을 하지만 이 노선에서는 쾌속, 준급열차는 모두 각역정차를 하지만 쾌속급행은 신사쿠라다이역을 통과한다. 또한, 세이부 돔에서 야구 경기나 이벤트가 있을 경우, 지하철 구간 신키바역 및 시부야역에서 출발하여 세이부 철도 구간의 세이부 구장앞역까지 운행하는 임시열차도 이 노선을 경유하여 운행한다.
아울러 고타케무카이하라 역에서 세이부 철도 구간에서의 열차 종별 및 지하철 구간에서의 열차 종별이 교환되기도 한다. 예를 들어 한노 역에서 출발하는 쾌속 열차는 세이부 철도 구간에서는 '쾌속'으로 열차 종별을 달고 운행하다가 고타케무카이하라 역에서 다른 종별(쾌속이 아닌 준급, 보통 - 각역정차)로 변경 후 지하철 구간으로 운행을 하게 된다. 또한 이 역에서 승무원 교대도 이루어진다. 즉, 세이부 철도 소속 역에서 출발하는 열차가 도쿄 지하철 신키바역이나 시부야역까지 직결 운행하는 경우 고타케무카이하라 역까지는 세이부 철도 소속 승무원이 운행을 하며, 이 역에서 지하철 소속 승무원과 교대한다. 그 이후부터 마지막 역까지는 지하철 소속 승무원이 운행을 하게 된다.

## 차량

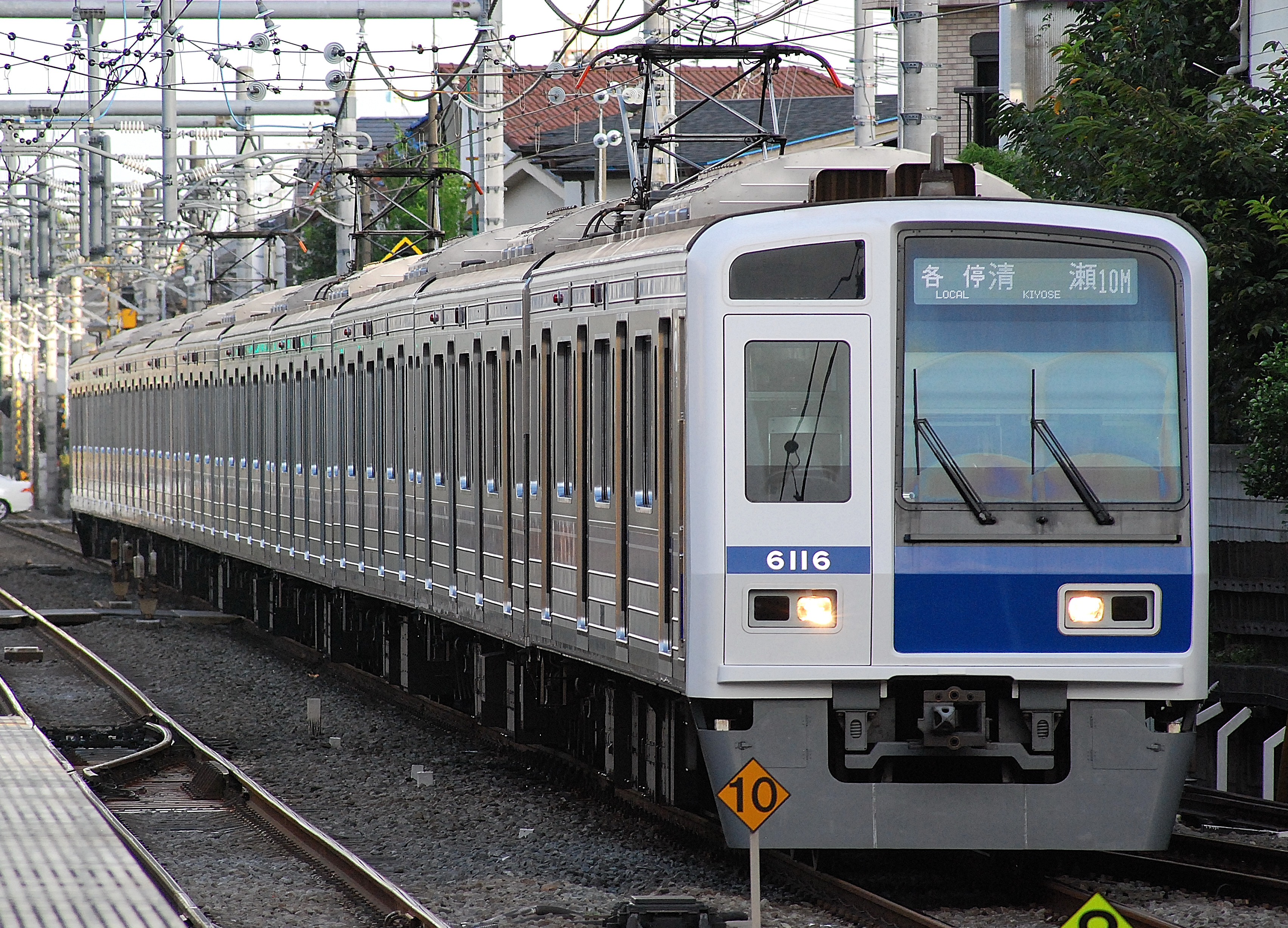
6000계
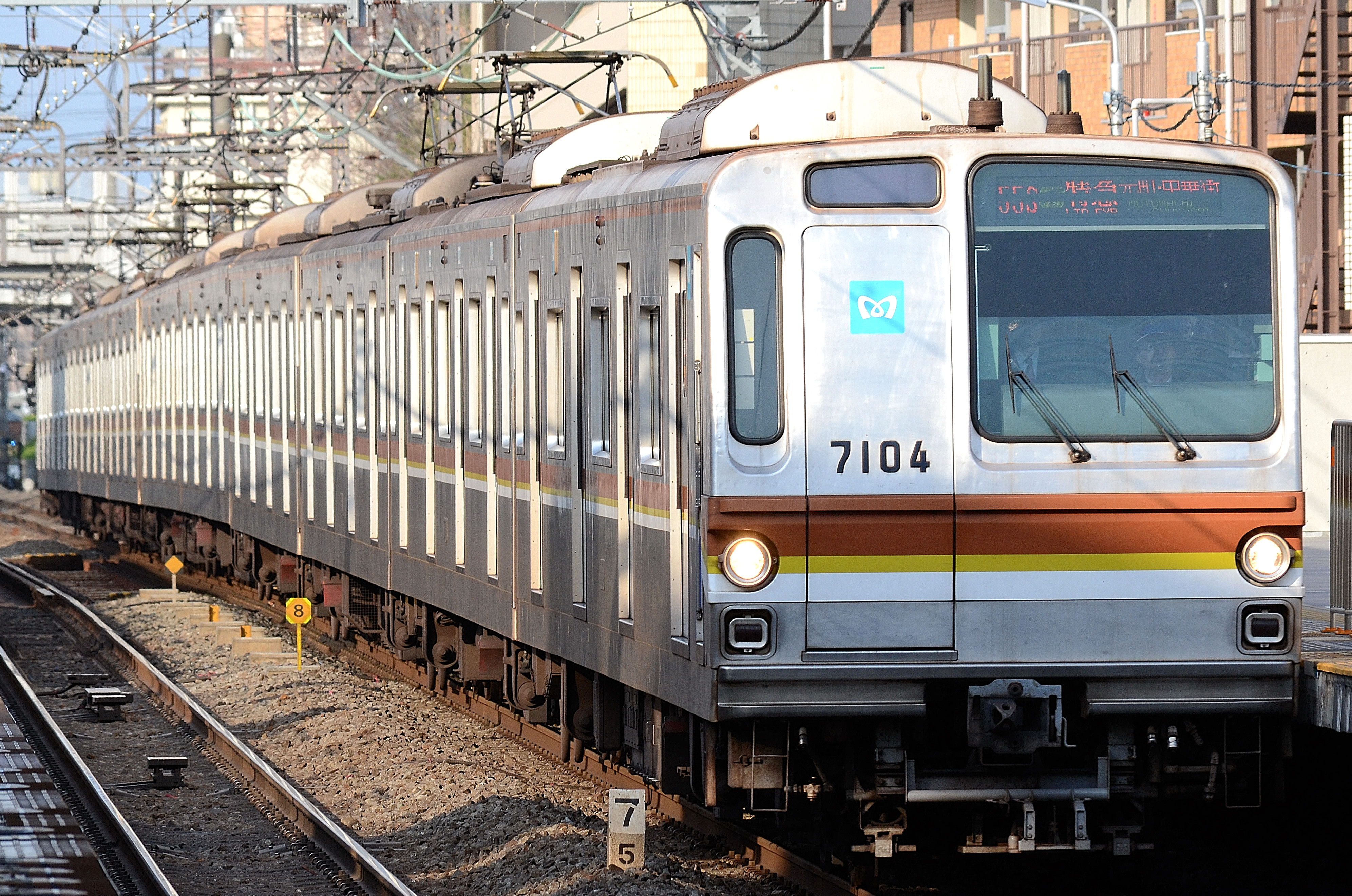
도쿄 메트로 7000계
- 도쿄 메트로 10000계
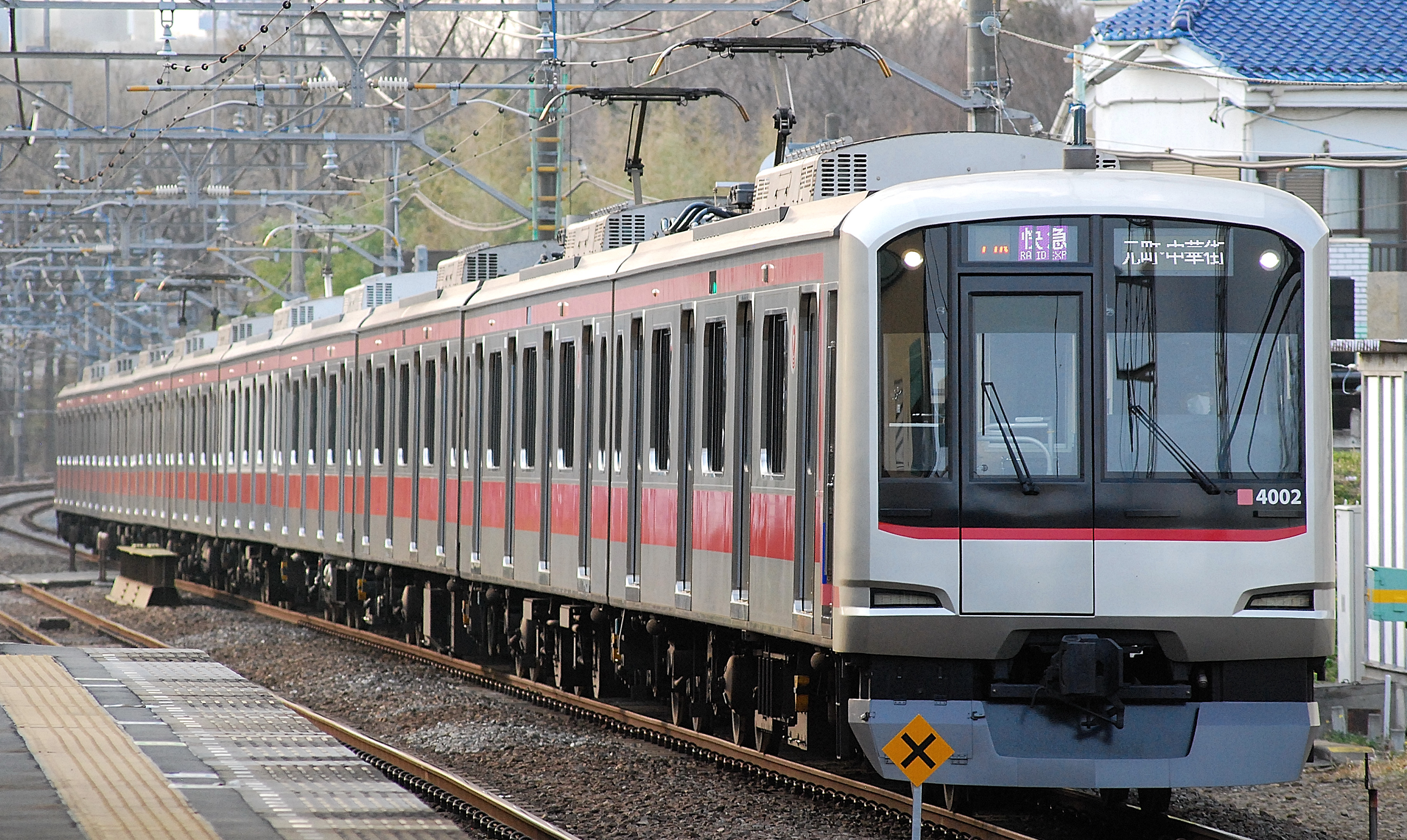
도쿄 급행 전철 5050계
- 미나토미라이 선 Y500계

- 6000계
- 도쿄 메트로 7000계
- 도쿄 급행 전철 5050계

## 역 목록
| 역 번호 | 역명             | 일어 역명 | 준 급 | 쾌 속 | 쾌 급 | F | S | 접속 노선                                                                                   | 역간 거리 | 누적 거리 | 소재지          |
| ------- | ---------------- | --------- | ----- | ----- | ----- | - | - | ------------------------------------------------------------------------------------------- | --------- | --------- | --------------- |
| SI 06   | 네리마           | 練馬      | ●     | ●     | ●     | ● | │ | 이케부쿠로 선 (SI 06, 직결 운행), 도시마 선 (SI 06), 도쿄 도 교통국 지하철 오에도 선 (E-35) |           | 0.0       | 도쿄도 네리마구 |
| SI 38   | 신사쿠라다이     | 新桜台    | ●     | ●     | │     | │ | │ |                                                                                             | 1.4       | 1.4       | 도쿄도 네리마구 |
| SI 37   | 고타케무카이하라 | 小竹向原  | ●     | ●     | ●     | ● | │ | 도쿄 지하철 유라쿠초 선 (Y-06, 직결 운행), 도쿄 지하철 후쿠토신 선 (F-06, 직결 운행)        | 1.2       | 2.6       | 도쿄도 네리마구 |

- 준급 : 준급행 정차역
- 쾌속 : 쾌속 정차역
- 쾌급 : 쾌속급행 정차역
- F : F-라이너 정차역
- S : S-train 정차역